# 41000 Aomawa
41000 Aomawa è un asteroide della fascia principale. Scoperto nel 1999, presenta un'orbita caratterizzata da un semiasse maggiore pari a 2,800501 UA e da un'eccentricità di 0,010087, inclinata di 5,220219° rispetto all'eclittica. Ha un diametro di 7,433 km e un'albedo di 0,061.
Fa parte della famiglia di asteroidi Hoffmeister.
Aomawa Shields è un'astronoma, astrobiologa, madre, attrice e divulgatrice scientifica americana. Ha studiato i satelliti di Giove all'Osservatorio di Arecibo e attualmente si dedica all'esplorazione dei potenziali climi e dell'abitabilità degli esopianeti.